# Valérie Pécresse
Valérie Pécresse, född 14 juli 1967 i Neuilly-sur-Seine, är en fransk politiker. Hon var Republikanernas presidentkandidat i valet 2022. 